# Castello di Lierna
Il castello di Lierna, nel borgo Castello, si erge su una penisola protesa sul lago di Como nel territorio del comune di Lierna, in provincia di Lecco. Era una fortezza edificata inizialmente in epoca romanica, con caratteristiche «di baluardo fortificato eretto sfruttando la difendibilità di una penisoletta protesa nell'acqua», e  i cui ruderi sono ancora incorporati nelle case circostanti.

## Storia

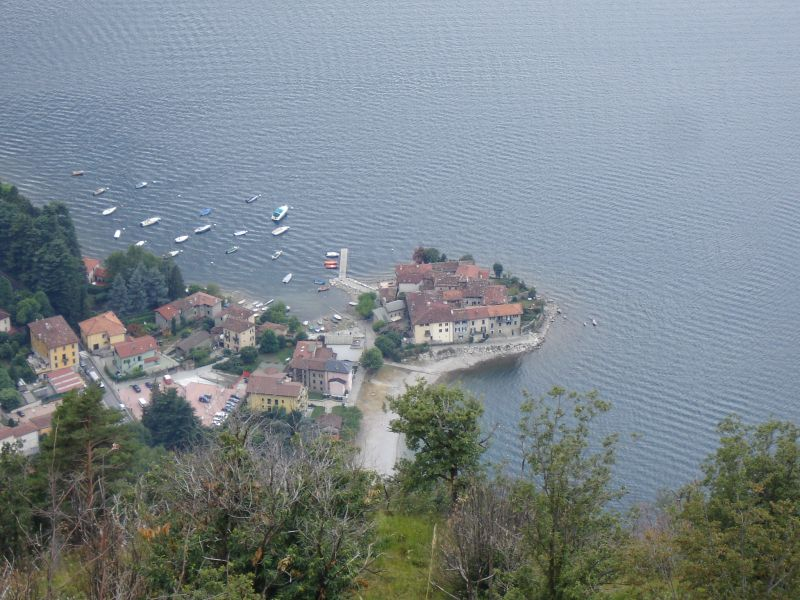
Vista dall'alto del borgo Castello

Il castello , oggetto delle battaglie fra Milano e Como del 1124, era stato per lungo tempo dimora dalla Regina Teodolinda, Regina d'Italia e dei Longobardi dal 589 al 616 secolo. 
Nel 1532 il castello di Lierna dopo essere diventato base navale militare e strategica attraverso cui furono possibili le numerose conquiste di Gian Giacomo Medici, fu espugnato dalle truppe dei Grigioni attraverso dure battaglie. 
Caduto in disuso come opera difensiva, assunse carattere di borgo residenziale e commerciale.

## Il borgo
All'interno del borgo Castello si trova la chiesa dei Santi Maurizio e Lazzaro con affreschi del quattrocento, sorta originariamente nei tempi dell'antica Roma, era progettata per svolgere le sue funzioni anche durante gli assedi, ragione per cui l'abside è rivolta al lago come bastione protettivo e l'accesso è dentro le mura del castello.